# Xaver Zembrod

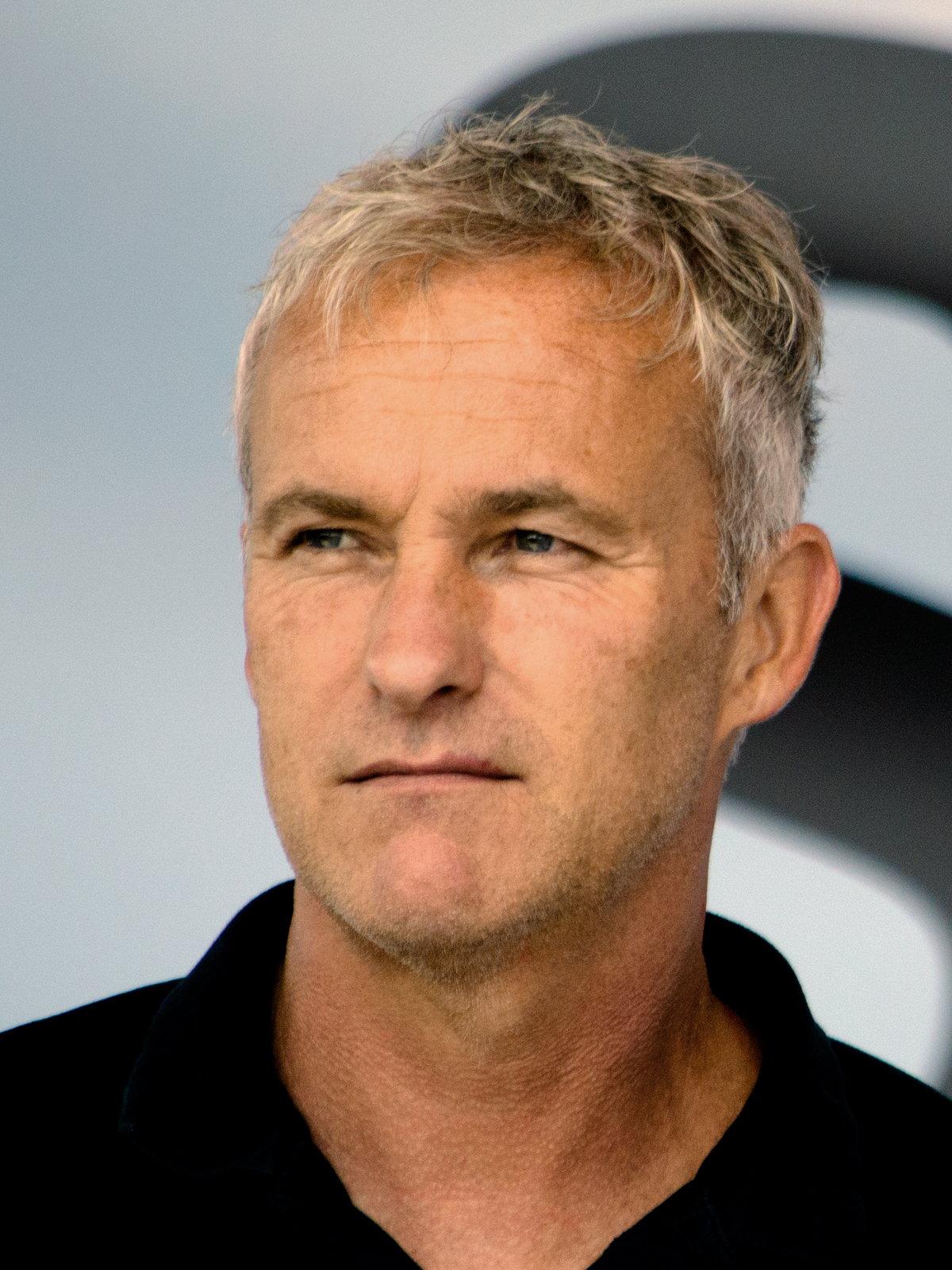
Zembrod en 2018.

Xaver Zembrod (Pfullendorf, 28 de julio de 1966) es un exfutbolista alemán que ahora trabaja como entrenador. Actualmente es asistente técnico de Dino Toppmöller en el Eintracht Fráncfort de la Bundesliga.

## Carrera como futbolista
Xaver Zembrod jugó en el SC Pfullendorf en su juventud. Luego pasó por el TSV Ofterdingen, TSV Bodelshausen, SC Pfullendorf, VfR Mannheim y TSG Pfeddersheim, pasó posteriormente a la Regionalliga Süd. En esta liga, que entonces era la tercera más alta del fútbol alemán, completó 23 partidos con los Stuttgarter Kickers. También jugó en los tres partidos de la ronda principal de la DFB-Pokal de 1994–95. También estuvo con los Stuttgarter Kickers en la final del campeonato amateur alemán en 1995, en la que perdieron 4-2 ante el VfL Osnabrück en la prórroga. Tras un año en Stuttgart, permaneció en la liga regional dos temporadas más en el SV Darmstadt 98.
Las últimas apariciones de su carrera activa como jugador fueron con el SGK Heidelberg y el TSG 1899 Hoffenheim.
Xaver Zembrod fue capitán del equipo nacional estudiantil alemán que ganó la medalla de bronce en la Universiada de 1993 en Buffalo, Nueva York, Estados Unidos.

## Carrera como entrenador
Después de que Zembrod ya había actuado como jugador -entrenador en su último club como futbolista, el FC Zuzenhausen-, siguieron otros puestos como entrenador; inicialmente fue responsable del SGK Heidelberg. Después de este trabajo, se ocupó principalmente de los juveniles, por lo que desde principios de 2002 hasta abril de 2007 fue responsable a tiempo completo de la DFB como coordinador de base para el área de North Baden. Durante este tiempo también trabajó como entrenador asistente para las selecciones nacionales sub-15, sub-16 y sub-17 de la Asociación Alemana de Fútbol. Desde 2004 también trabajó para la sub-14 y sub-15 de la Baden Football Association como entrenador de selección de la BFV.
De mayo de 2007 a 2011, Zembrod se trasladó a la academia juvenil del TSG 1899 Hoffenheim como coordinador de rendimiento y, al mismo tiempo, entrenó a varios equipos juveniles del club. Durante este tiempo, Julian Nagelsmann fue su entrenador asistente.
A principios de la temporada 2011/12, Zembrod asumió el cargo de entrenador de Marcus Sorg en el segundo equipo del SC Freiburg cuando fue ascendido a entrenador del primer equipo. Desde enero de 2012 también fue director deportivo de la escuela de fútbol de Friburgo.
Desde el 23 de enero de 2014 al 20. El 1 de abril de 2015, Zembrod ayudó a Tayfun Korkut como entrenador asistente en el Hannover 96. Desde el 15 de junio a diciembre de 2016, volvió a asistir a Korkut como entrenador asistente en el 1. FC Kaiserslautern. Desde el 6 de marzo de 2017 hasta el final de la temporada 2016-17, volvió a ayudar a Korkut en el Bayer 04 Leverkusen. En el cambio de temporada, permaneció en el cuerpo técnico a las órdenes de Heiko Herrlich y, tras su destitución, también con Peter Bosz. El 26 de agosto su contrato en Leverkusen se rescindió y Zembrod se cambió de inmediato a los rivales de la liga, el RB Leipzig para trabajar allí con el entrenador en jefe Julian Nagelsmann como entrenador asistente.
Para la temporada 2021/22, Zembrod siguió a su jefe Nagelsmann como entrenador asistente del Bayern de Múnich.